# هانس هينريتش شميد
هانس هينريتش شميد هو عالم عقيدة سويسري، ولد في 22 أكتوبر 1937 في فينترتور في سويسرا، وتوفي في 5 أكتوبر 2014 في زيورخ في سويسرا.